# Alchemilla boleslai
Alchemilla boleslai är en rosväxtart som beskrevs av Pawl.. Alchemilla boleslai ingår i släktet daggkåpor, och familjen rosväxter. Utöver nominatformen finns också underarten A. b. vegeta.